# ۸۸ (آلبوم)
۸۸ نام دومین آلبوم رسمی بنیامین بهادری است.
دومین اثر بنیامین بهادری، که پس از کش‌وقوس‌های فراوان و بعد از بیش از ۱۰ بار به تعویق افتادن، بالاخره در ۸ اردیبهشت ۱۳۸۸ منتشر شد. برطبق روال آلبوم قبلی، نام این آلبوم هم ۸۸ گذاشته شد و در همان روزهای اول توجه همگان را به خود جلب کرد به طوریکه از نظر فروش جایگاه دوم را بین آلبوم‌های پاپ، به خود اختصاص داد. در مصاحبهٔ منتشرشده از بنیامین در اردیبهشت ۱۳۸۹، علی‌رغم اینکه وی آلبوم ۸۸ را یک آلبوم کاملاً حرفه‌ای قلمداد می‌کند، اما آلبوم ۸۵ را به‌مراتب موفق‌تر و بهتر ارزیابی کرده‌است. این آلبوم ۱۷ قطعه دارد و انتشار آن به‌طور هم‌زمان در ایران و آمریکا انجام شد. انتشار آن را دو شرکت هنری به نام‌های «آوای نکیسا» (توزیع‌کننده در ایران) و «ترانهٔ شرقی» (توزیع‌کننده در آمریکا) بر عهده داشتند. شاعر ترانه‌های این آلبوم سید فرید احمدی و تنظیم بر عهدهٔ پیام شمس بود. عکاس این آلبوم نیز نسیم حشمتی، همسر بنیامین بود. آهنگسازی این آلبوم نیز توسط خود بنیامین صورت گرفته‌است. همچنین این آلبوم، از معدود آلبوم‌های ایرانی است که توانسته‌است در سراسر جهان منتشر شود.

## فهرست ترانه‌ها
1. شناسنامه (شروع)
2. کجای دنیای
3. من و تنها
4. عاشقی با تو
5. آهای تو
6. عشق آدم‌کش
7. بیا عاشقم کن
8. ای وای دلم
9. صدای قلب تو
10. خواب
11. من لعنتی
12. رفیقا میگن
13. پرسه
14. لیلی در پاییز
15. هفته به هفته
16. شومینه
17. تموم شد